# Элпская культура

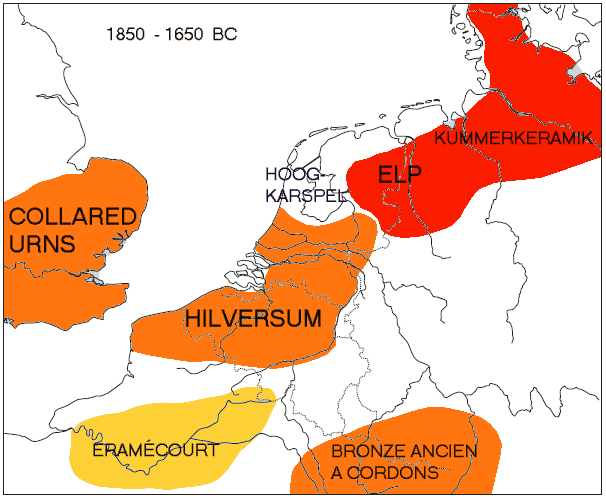
Местонахождение Элпской и соседних культур.

Элпская культура — археологическая культура бронзового века, существовавшая в период 1800—800 гг. до н. э. Существовала в основном на территории Нидерландов. Для данной культуры была характерна низкокачественная глиняная посуда, известная как «грубая керамика» («Kümmerkeramik», «Grobkeramik»). На начальной стадии существования (1800—1200 гг. до н. э.) культура сооружала курганы, чётко совпадающие по хронологии с курганами Северной Германии и Скандинавии, и, вероятно, связанные с культурой курганных погребений (1600—1200 гг. до н. э.) Центральной Европы. За этой стадией последовала новая, для которой характерна кремация (1200—800 гг. до н. э.).
Элпская культура включается в состав гипотетического «северо-западного блока» археологических культур на территории Нидерландов. Существовала на территории к северу и востоку от рек Рейн и Эйссел. Названа по деревне Элп 52°52′55″ с. ш. 6°38′45″ в. д.). Граничила с хилверсюмской культурой на юге и с хоогкарспелской культурой в Западной Фризии. Указанные культуры вместе с элпской происходят от «культуры кубков с орнаментом в виде колючей проволоки» (2100—1800 гг. до н. э.) и образуют культурный комплекс на границе между атлантическим и скандинавским горизонтами бронзового века.
Первоначально покойных хоронили в неглубоких колодцах, а сверху насыпали низкий курган. В конце бронзового века покойных стали кремировать, а урны с прахом собирались в низких курганах. Семейные погребения характерны встречаются только на последних этапах существования комплекса.
Характерное жилище данной культуры — длинный дом, в котором люди жили вместе со своим скотом. Этот тип сооружений использовался саксонцами и фризами непрерывно до XII века, и до сих пор встречается в низинах северо-западной Европы и в Нидерландах. Вероятно, длинные дома начали использовать в период 1800—1500 гг. до н. э., когда дома с тремя крылами стали вытеснять распространённые ранее дома с двумя крылами. Аналогичное изменение в архитектуре зданий произошло в то же время в Скандинавии.
В контексте нордического бронзового века рассматриваются различные причины того, почему скот держали внутри жилых зданий (длинных домов). Возможно, это было связано с новой стадией молочного производства, на которой научились делать сыр, тем более, что употребление молока стало возможным благодаря гену против непереносимости молока, который впервые возник в эпоху неолита у населения севера Европы. Сооружение тёплых помещений для скота было вызвано тем, что в холодных условиях коровы давали меньше молока (Sherratt, 1983; Zimermann, 1999, 314; Olausson 1999, 321).
Элпская культура пришла в упадок с приходом гальштатской культуры.